# Tylecodon reticulatus
Tylecodon reticulatus ist eine Pflanzenart der Gattung Tylecodon in der Familie der Dickblattgewächse (Crassulaceae).

## Beschreibung
Pflanzen der Art Tylecodon reticulatus haben ein recht unterschiedliches Aussehen. Sie wachsen an der Basis aus einem dicken, gedrungenen Stamm, der 3 bis 38 Zentimeter hoch werden kann. Die wenig verzweigte Krone ist rundlich und erreicht etwa 30 Zentimeter im Durchmesser. Am bis 6 Zentimeter dicken Hauptstamm schält sich die Rinde mit braunen Streifen ab. Die jüngeren, aufsteigenden und graugrünen Triebe erreichen 8 Millimeter im Durchmesser. Die an den Triebspitzen gedrängt stehenden Blätter sind unterschiedlich ausgebildet und werden 5 bis 40 Millimeter lang und 3 bis 10 Millimeter breit. Sie sind flach und kahl oder mit Drüsenhaaren besetzt. Die eiförmige Blattspreite ist linealisch-lanzettlich bis linealisch verkehrt-lanzettlich ausgeformt und bläulich überhaucht. Die Blattbasis ist keilförmig und die stumpfe Spitze besitzt eine rötliche aufgesetzte Spitze.
Der Blütenstand wird durch Thyrsen gebildet, die bis zu 7 Zentimeter lang und im Durchmesser werden. Sie tragen viele Dichasien, die wiederum in zwei bis sechs ausgebreiteten bis aufrechten Einzelblüten enden. Die vertrockneten Blüten verbleiben an der Pflanze und bilden so eine dichte, netzartige Krone über den Blättern und Trieben. Der Blütenstiel wird 6 bis 8 Millimeter lang. Die drüsig-flaumigen Kelchblätter sind lanzettlich bis dreieckig geformt und werden 2 bis 4 Millimeter lang. Sie verbleiben nach der Blüte im trockenen Zustand sternförmig an den Blütenstielen. Die röhrige, manchmal auch urnenförmige Blütenkrone ist gelblich grün gefärbt und braun getönt. Sie wird 6 bis 8 Millimeter lang und 2,5 Millimeter im Durchmesser. An den Außen- und Innenseiten sowie auf den Zipfeln ist sie spärlich behaart. Die ausgebreiteten und später zurückgebogenen Zipfel werden 2 bis 3 Millimeter lang.

## Systematik und Verbreitung
Tylecodon reticulatus ist in Namibia und Südafrika verbreitet. Die Erstbeschreibung erfolgte 1782 als Cotyledon reticulata durch Carl von Linnés Sohn. 1978 stellte Helmut Richard Tölken die Art in die Gattung Tylecodon.
Es werden zwei Unterarten unterschieden:
- Tylecodon reticulatus subsp. phyllopodium Toelken; sehr variabel mit einigen Lokalformen, blättertragende Triebe etwas dünner, nur 4 bis 8 Millimeter im Durchmesser, der Blütenstand ist weniger dicht und kompakt als bei der Stammart ausgebildet
- Tylecodon reticulatus subsp. reticulatus

Synonyme sind Cotyledon dichotoma Haw. und Cotyledon parvula Burch.